# Mahathir Mohamad
Mahathir bin Mohamad (* 10. července 1925 Alor Setar) je malajsijský politik, v období 1981–2003 a znovu 2018–2020 premiér Malajsie. Je mu připisován velký hospodářský rozvoj, Malajsie se za jeho vlády změnila z agrární země v asijského ekonomického tygra. Obdržel během svého života mnoho národních i zahraničních vyznamenání a ocenění, obdržel také čestné doktoráty jak na univerzitách v Malajsii tak v zahraničí.
V roce 2019 byl časopisem Time zvolen jedním ze sta nejvlivnějších lidí na světě.

## Život a politická kariéra

### Do roku 2003

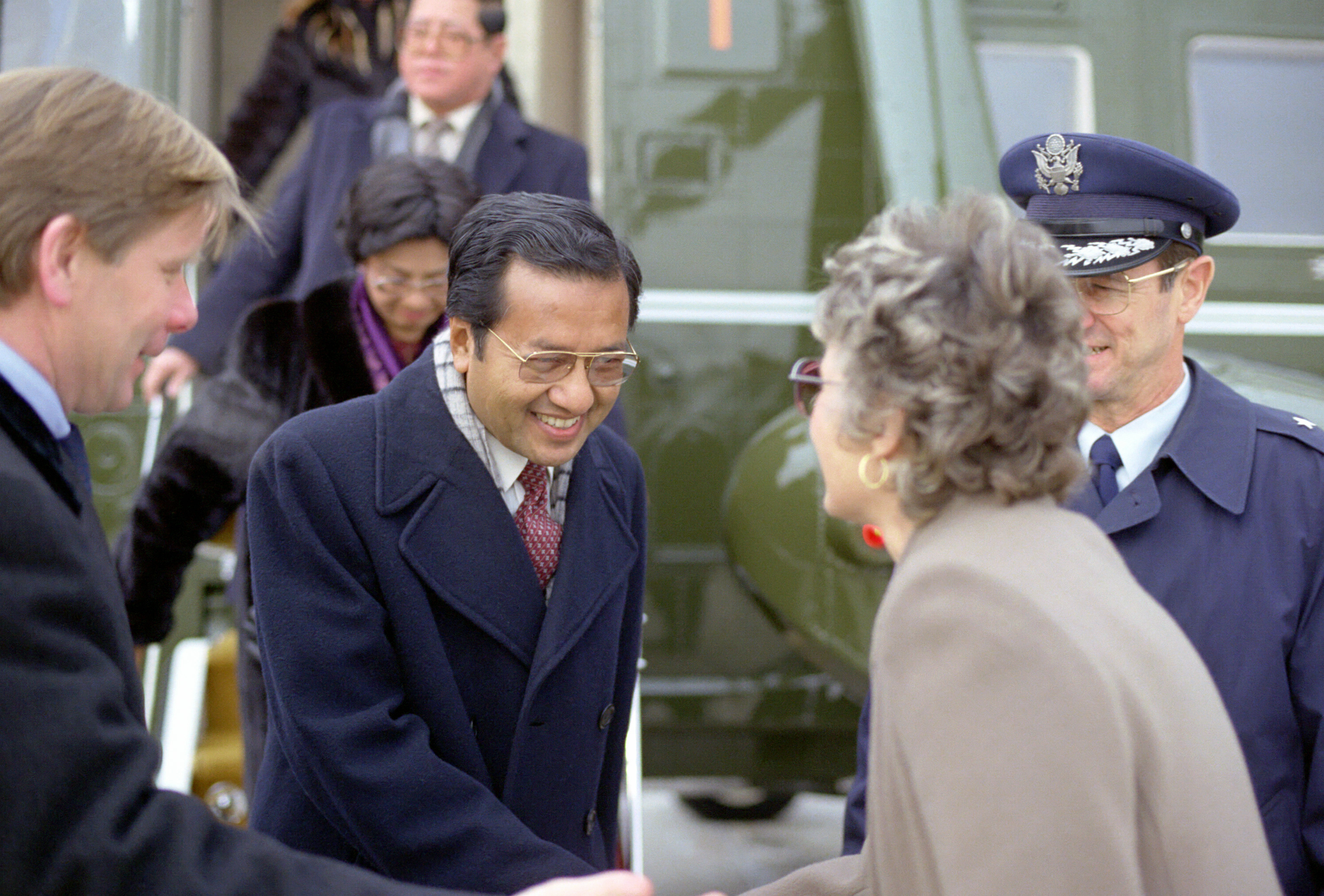
Mahathir navštívil Spojené státy americké v roce 1984

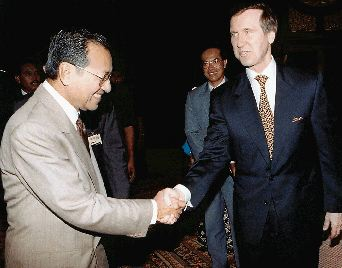
Mahathir a Ministr obrany Spojených států amerických William Cohen (12. ledna 1998)

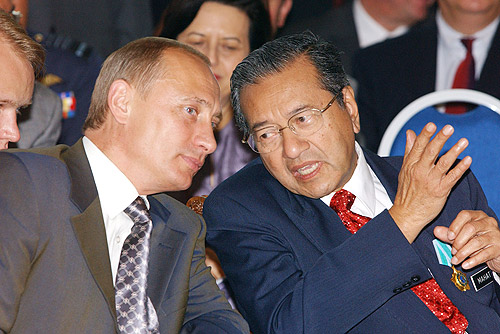
Mahathir a prezident Ruska Vladimir Putin (5. srpna 2003)

Zastával řadu dalších významných funkcí: v letech 1974–1977 byl ministrem školství, 1978–1981 ministrem obchodu a průmyslu, 1981–1986 byl ministrem obrany. V období 1976–1981 byl místopředsedou vlády, v letech 1981–2003 byl malajským premiérem. V letech 1986–1999 ministrem vnitra a v období 2001–2003 ministrem financí.
Dlouhá léta, od roku 1946, byl (jen s krátkými přestávkami) členem hlavní politické síly v zemi, islámsko-nacionalistické Spojené malajské národní organizace (PKMB).

### Po roce 2016
V roce 2016 založil vlastní stranu nazvanou Malajská sjednocená domorodá strana (PPBM), s podobnými ideologickými východisky, jaké má PKMB. V květnu 2018 vyhrál po patnáctileté politické přestávce volby a stal se podruhé premiérem.
K hlavní Mahathir vládní agendě patřilo omezení čínského vlivu v Malajsii – omezení velkých čínských investic, zamezení možnosti kupovat nemovitostí pro cizince a odstoupení od smluv o společné výstavbě železniční tratě v hodnotě 20 miliard dolarů (železnice byla součástí čínské koncepce Nové Hedvábné stezky a měla v západovýchodním směru propojit Jihočínské moře s Indickým oceánem) a dvou plynovodů v hodnotě dvou miliard dolarů. Na základě jeho rozhodnutí byla rovněž zrušena společná vojenská cvičení v Jihočínském moři a Malackém průlivu.